# Dzintar Klavan
Dzintar Klavan (* 18. Juni 1961 in Viljandi) ist ein ehemaliger estnischer Fußballspieler, der unter anderen für FC Flora Tallinn, JK Tulevik Viljandi und FC Valga Warrior spielte. Außerdem kam er zu 19 Einsätzen in der Nationalmannschaft.
Klavans Sohn Ragnar ist ebenfalls Spieler der estnischen Fußballnationalmannschaft.